# Аракская республика
Аракская (Араксская) республика (азерб. Araz Respublikası) — государственное образование, провозглашённое 18 ноября 1918 года на части российской территории, аннексированной в мае-июне 1918 года Османской империей. Аракская республика была провозглашена при поддержке командования османской армии на фоне её эвакуации из Закавказья по условиям Мудросского перемирия, ознаменовавшего поражение Османской империи в Первой мировой войне, а также ожидавшейся передачи этой территории по решению Антанты под контроль Армении.
Самопровозглашённая республика просуществовала чуть более месяца и потерпела поражение в результате вооружённых действий армянских войск.

## Предыстория
После русско-персидской войны 1826—1828 годов между Российской империей и Персией был подписан Туркманчайский мирный договор, по которому земли Эриванского и Нахичеванского ханств отошли от Персии к России. В 1828 году ханства были упразднены, а их территория вошла во вновь созданную Армянскую область. В 1849 году Армянская область с присоединением Александропольского уезда была преобразована в Эриванскую губернию.

### Аракская долина после Октябрьской революции
После Октябрьской революции в Нахичеванском уезде, как и на других территориях со смешанным армяно-азербайджанским населением, накапливавшийся долгие годы антагонизм между армянами и азербайджанцами вылился в вооружённое противостояние.
Несмотря на то, что лидерам местных азербайджанцев и армян удалось добиться относительного мира, конфликт вспыхнул с новой силой с прибытием в Нахичеванский уезд армянской Особой ударной дивизии Андраника в июне 1918 года. Андраник попытался установить контроль над уездом, однако его отряд в конце июля потерпел поражение от азербайджанского ополчения и прибывшей в регион турецкой дивизии и был вынужден уйти в Зангезур. Османская армия способствовала установлению в уезде новой администрации.
К этому времени южные территории бывшей Эриванской губернии, включая Нахичеванский уезд, по Батумскому договору от 4 июня, завершившему армяно-турецкую войну, отошли к Османской империи, так что сразу же после установления военного контроля над этой территорией османское правительство начало процесс аннексии. Турецкий офицер Сурая-бек, назначенный уездным начальником, сразу же распустил мусульманский Национальный совет, создав вместо него судебное, жандармское и муниципальное управления с участием местных представителей. С целью легализации аннексии территорий турецкая администрация провела среди их населения плебисцит, в ходе которого большинство проголосовавших поддержало присоединение к Османской империи. 15 августа султан Мехмед VI подписал соответствующий указ. 14 сентября на аннексированных территориях был создан Батумский вилайет, в который вошло, согласно новому административному делению, 23 уезда, в том числе Нахичеванский. Новым уездным начальником Нахичеванского уезда в начале октября стал Халис Тургут-бек.
Как позднее утверждал председатель Национального комитета Ордубада Мир Гидаят Сеидзаде, с установлением турецкой администрации в регионе на три месяца воцарился мир. В то же время, как указывает американский историк Ричард Ованнисян, с приходом турок около 100 тысяч армян из южных уездов Эриванской губернии были вынуждены покинуть свои дома.

## История
30 октября 1918 года поражения на других фронтах Первой мировой войны вынудили Османскую империю подписать Мудросское перемирие, по которому османские войска были обязаны покинуть Закавказье и вернуться к русско-турецкой границе 1914 года.
Это давало возможность Армении, которая, подписав Батумский договор, была вынуждена отказаться от половины территории Эриванской губернии, установить контроль над жизненно необходимыми землями Аракской долины.
В свою очередь, мусульманское население юга губернии ввиду предстоящего ухода османской армии осознавало неизбежность столкновения с Арменией. Принимая это во внимание, командующий 9-й армии Якуб Шевки-паша 2 ноября 1918 года обратился к местным лидерам, предложив им приступить к самоорганизации и созданию мусульманского ополчения и собственных органов власти, а также заявил о готовности содействовать этому. Командование 9-й армии приняло решение о целесообразности привлечения офицеров запаса к организации местного населения. После подписания Мудросского перемирия турецкие войска оставались в Нахичеванском уезде ещё более месяца и были отведены на турецкую территорию лишь 4 декабря.
За это время было сформировано до двадцати отрядов ополчения, насчитывавших от 250 до 400 человек. Четыре отряда дислоцировались в Нахичеванском уезде, три — в Шаруро-Даралагезском, остальные — в Ведибасаре, Зангибасаре, Камарлу и Башкенде (Аралых). В Игдыре, по сообщениям главы местного самоуправления Мухаммеда Мухиддина, была сформирована дивизия «Иттихади-миллет» из 4 полков по 4 батальона, каждый из которых насчитывал 400 пехотинцев и 25 кавалеристов. Активно шло вооружение населения.
18 ноября в селе Камарлу на собрании под председательством командира османской 9-й дивизии Рушду-бека была провозглашена Аракская республика. В декларации о провозглашении указывалось, что «Аракское Тюркское правительство провозглашается с целью защиты и охраны миллионного мусульманского населения, проживающего в районе Аракса». Местом нахождения правительства был определён Игдыр. В правительство самопровозглашённой республики вошли:
- Глава правительства[Комм. 5] Амир-бек Заманбекзаде[Комм. 6]
- Военный министр Ибрагим-бек Джахангироглы
- Министр финансов Ганбар Алибек Бенениярлы
- Административный министр[Комм. 7] Багир-бек Рзазаде[Комм. 8]
- Министр юстиции Мухаммед Бекзаде
- Министр иностранных дел Гасанага Сефизаде
- Шейхульислам Мирзагусейн Мирза Гасанзаде и Лютфи Ходжа Экид Эфенди
- Почётный член и заведующий племенами генерал Али Ашрафбек[Комм. 9]

Аракская республика получала всяческую помощь от османской армии, которая на момент провозглашения республики готовилась к эвакуации за границы 1914 года. Так, командир 9-й дивизии Рушду-бек дал разрешение на назначение карского офицера Ибрагим-бека Джахангироглы военным министром; кроме того, после ухода османской армии, в Аракской республике были оставлены турецкие военные (советский историк Мадатов сообщает о пяти офицерах и 300 солдатах), которые занимались созданием и обучением ополчения.
Ополчение Аракской республики, однако, не смогло отразить наступление армянских войск, последовавшее за уходом османской армии в декабре 1918 года. Сразу после падения Камарлу многие члены правительства покинули республику; правительство ослабло и держалось лишь благодаря авторитету и инициативности главы правительства Амир-бека и военного министра Ибрагим-бека Джахангироглы. Это сопровождалось усилением конкурирующего органа власти — Нахичеванского уездного правительства и ханов, сосредоточивших в своих руках военную силу. Как отмечал турецкий историк Ибрагим Атнур, не представленные в Аракском правительстве ханы воспользовались военными неудачами Аракской республики ради укрепления собственной власти. Этим объясняется то, что Нахичевань отказалась направить помощь Амир-беку и Ибрагим-беку в ходе обороны Садарака. После падения Садарака ханы обратились за помощью к Ирану и взяли на себя переговоры с армянскими представителями. Власть Аракского правительства стала чисто символической. В Шаруре под влиянием поражений Аракской республики и армянской пропаганды многие сёла наотрез отказывались предоставлять своих ополченцев. Принимая во внимание сложившуюся ситуацию, Ибрагим-бек покинул Шарур-Нахичевань и вернулся в Карс, что привело к полному краху Аракского правительства.

### Вопрос о вхождении Шарур-Нахичевани в Юго-Западную Кавказскую демократическую республику
30 ноября 1918 года на II Карской конференции было провозглашено правительство Карского мусульманского совета (в дальнейшем Юго-Западная Кавказская демократическая республика) во главе с Ибрагим-беком Джахангироглы (бывшим военным министром Аракской республики), которое претендовало и на Шаруро-Нахичеванский регион. При этом, однако, основываясь на ряде факторов, Ибрагим Атнур указывает, что территория Шаруро-Нахичевани фактически не контролировалась Юго-Западной Кавказской демократической республикой.

## Территория
Азербайджанский историк Мусаев  утверждает, что власть Аракской Тюркской республики распространялась на Нахичеванский (включая Ордубад) и Шаруро-Даралагезский уезды, а также на Сардарапат, Улуханлы, Ведибасар, Камарлу, Мегри и т. д. Советско-азербайджанский историк Мадатов считал, что Аракская республика включала Нахичеванский и Шаруро-Даралагезский уезды. При этом власть Аракской республики распространялась не на всю заявленную территорию. Например, Ибрагим Атнур указывает, что, поддавшись влиянию армянской пропаганды, часть жителей стратегически важного села Улуханлы не признавала Аракскую республику.
Последний премьер-министр Республики Армения Симон Врацян писал об Аракской республике:

«Самым болезненным явлением внутренней жизни Армении 1918 года были антигосударственные мусульманские движения, организованные рукой Турции и Азербайджана с намерением потопить Армению. На земле Армении существовала отдельная „Араксская республика“, в которую входили Сурмалу, Занги и Ведибасар, Мили, Шарур и Нахичеван, с центром в Нахичевани. Эта республика содержала собственную армию, вооружённую турецкими пушками, артиллерией и ружьями и действовавшую под командованием турецких офицеров и чавушев. Азербайджан поставлял им деньги. Турция и Азербайджан направляли их действия» 

## Комментарии
1. ↑  Подробнее о причинах этнической войны 1918—1920 см. здесь.

Подробнее о первых столкновениях в Нахичеванском уезде см. здесь
2. ↑  Подробнее о Нахичеванском походе Андраника см. здесь
3. ↑  О характере притязаний Армении на южные уезды Эриванской губернии см. здесь
4. ↑  По этому поводу имеются и другие мнения. Например, генерал Кязым Карабекир и ряд других указывали в качестве столицы республики Нахичевань; в ряде современных источников указывается Камарлу[9]. Турецкий генерал В. Унивар указывал, что первоначально центр находился в Камарлу, а затем, ввиду военных действий с армянами, был перенесён в Нахичевань[10].
5. ↑  В декларации указан как диктатор. Мирза Багир Алиев в своих воспоминаниях называет его военным диктатором[11].
6. ↑  Указанного в декларации как Амир-бек Заманбекзаде различные современники в своих воспоминаниях называют другими фамилиями — Амир-бек Нариманбеков, Амир-бек Везиров, Амир-бек Акберзаде[11].
7. ↑  так в источнике
8. ↑  В воспоминаниях военного министра Ибрагим-бека указан как министр финансов[9].
9. ↑  Мирза Багир Алиев в своих воспоминаниях давал несколько иной состав правительства:
Амир-бек Нариманбеков (Заманбекзаде) — военный диктатор

Ибрагим-ага Карсский (Джахангироглы) — военный министр

Багир-бек Рзаев — административный министр

Ганбар Али-бек Бинанкари — министр финансов

Мухаммед-бек Мухаммедбеков — министр юстиции

Хасан-бек Сафиев — министр иностранных дел

Али Ашраф-бек — глава курдов[9].
10. ↑  Подробнее о боевых действиях см. здесь
11. ↑  Так, например, Ибрагим-бек Джахангироглы, будучи должностным лицом сразу двух республик, согласно его же воспоминаниям, в Шаруро-Нахичевани воспринимал себя как военного министра Аракского правительства, а не как председателя Карского правительства.